# Rio de San Vio
Pour les articles homonymes, voir Vio.
Le rio di San Vio (canal des Saints Guy et Modeste) est un canal de Venise dans le sestiere de Dorsoduro.

## Description
Le rio di San Vio a une longueur d'environ 270 mètres. Il fait le lien entre le Canal de la Giudecca et le Grand Canal en sens sud-nord.

## Toponymie
L'ancienne église paroissiale des SS. Vito et Modeste, (dédiée aux saints Guy, Modeste et Crescence, vulgairement San Vio) fut érigée en 912, par les familles Vido et Magno ou Balbi. Depuis 1310 et la victoire du doge sur Bajamonte Tiepolo, il fut établi qu'en signe de gratitude tous les ans, le jour du-dit saint, l'église verrait une procession du doge et de la Seigneurie des six Grandes Écoles, les réguliers, les congrégations du clergé et le chapitre des chanoines de Castello, suivi d'un banquet fastidieux. L'église de S. Vito ferma en 1808, et en 1813 entièrement démolie.
Le propriétaire du terrain, Gaspare Biondetti Crovato y érigea en 1864 une nouvelle chapelle sur dessin de Giovanni Pividor.

## Situation
- Il débouche au Sud dans le canal de la Giudecca
- Ce rio longe les fondamenta Venier (flanc ouest) et Bragadin (flanc est).
- Il débouche au Nord sur le Grand Canal entre le palais Loredan Cini et le Campo San Vio.

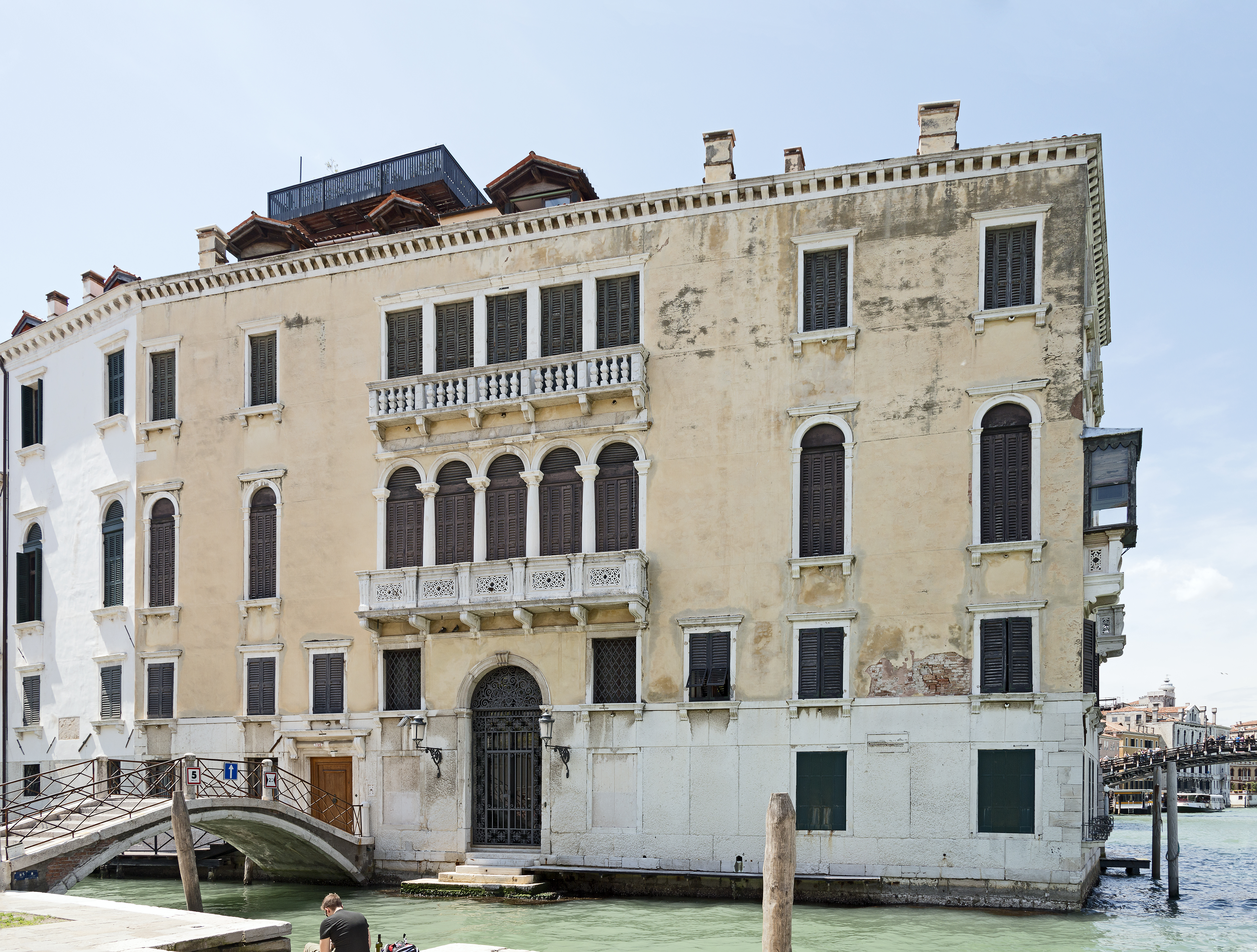
Palais Loredan Cini
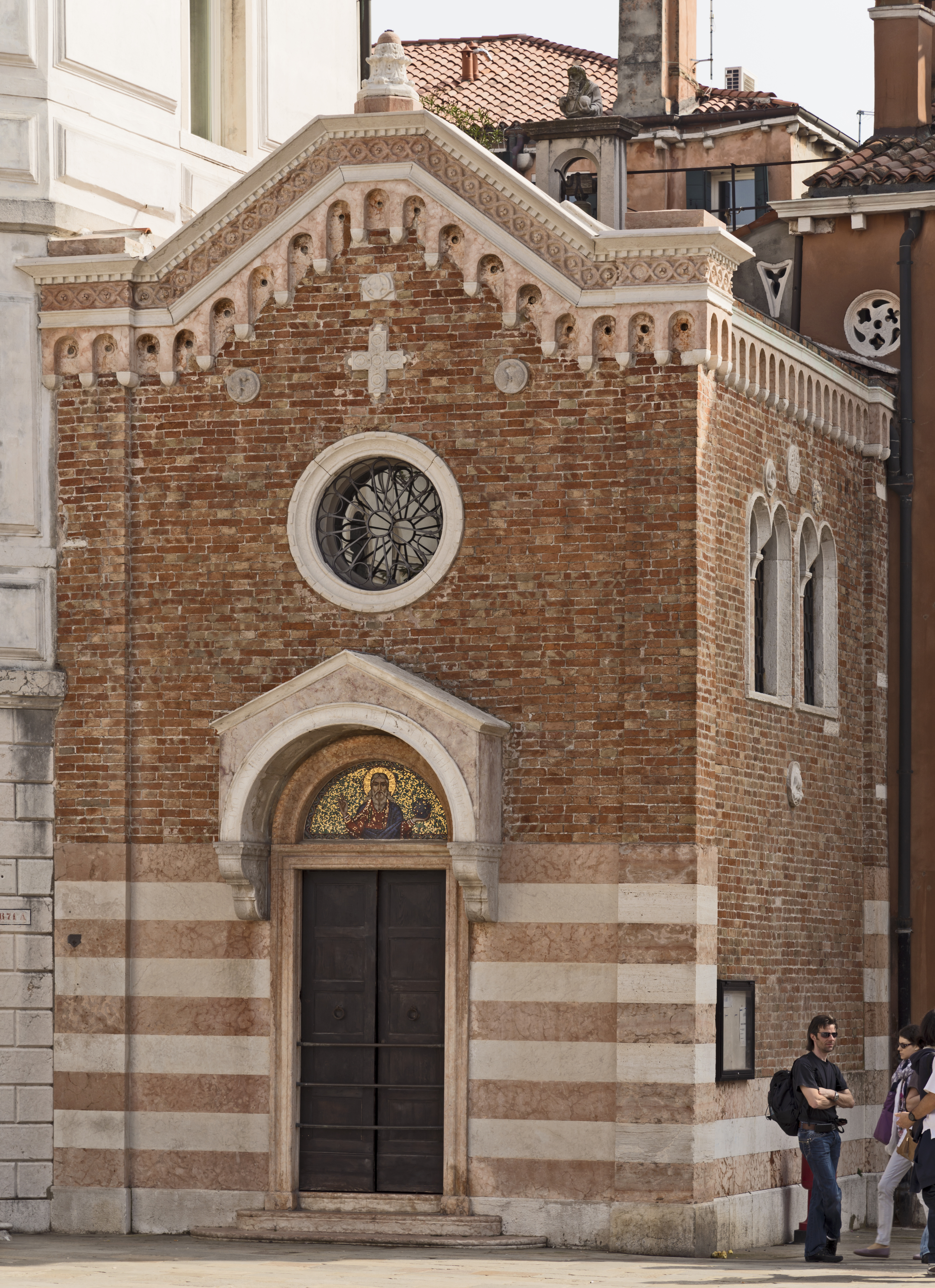
La chapelle san Vio sur le campo éponyme

## Ponts
Ce rio est traversé par quatre ponts (du nord au sud) :

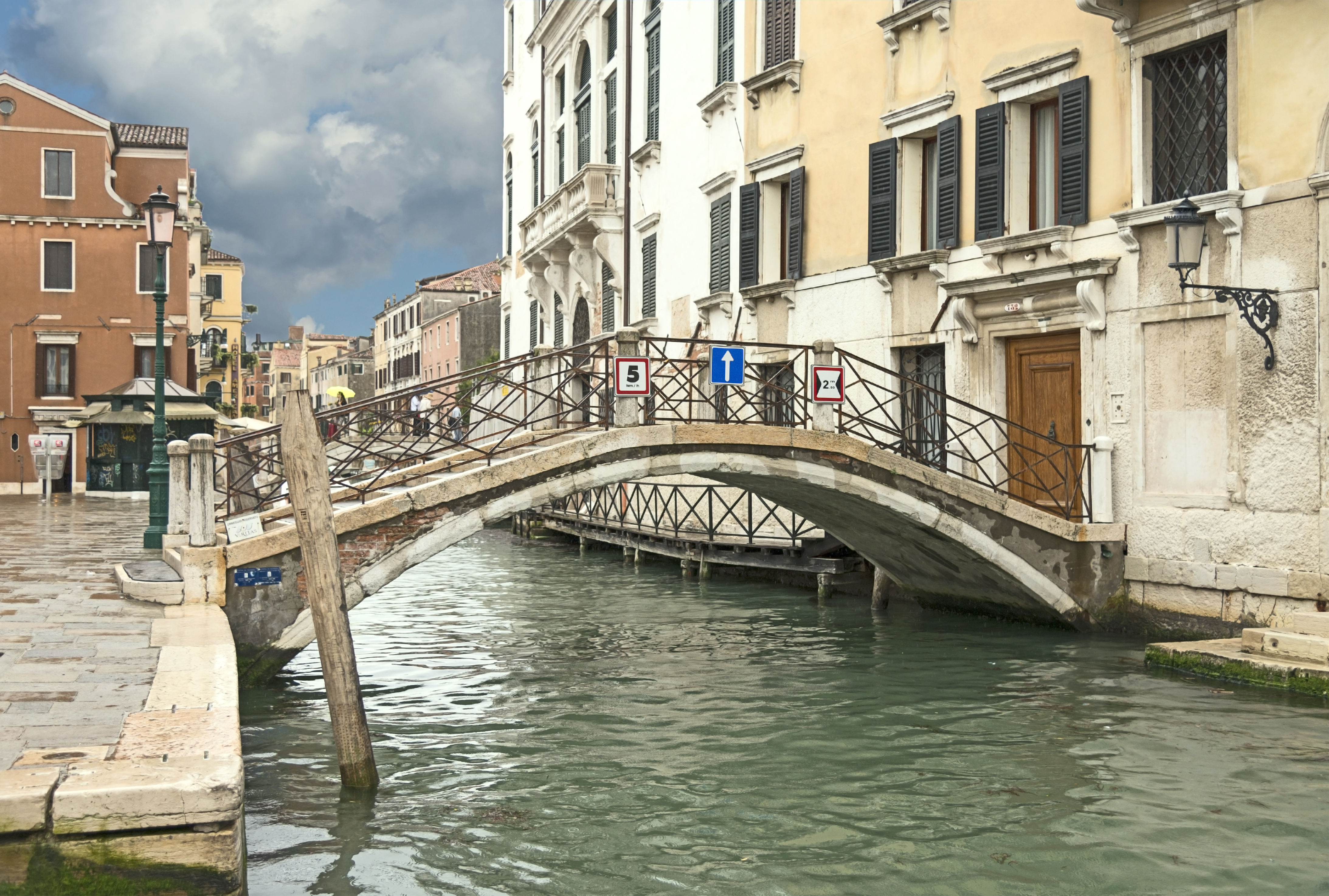
pont privé du palais Loredan Cini qui le reli au Campo San Vio
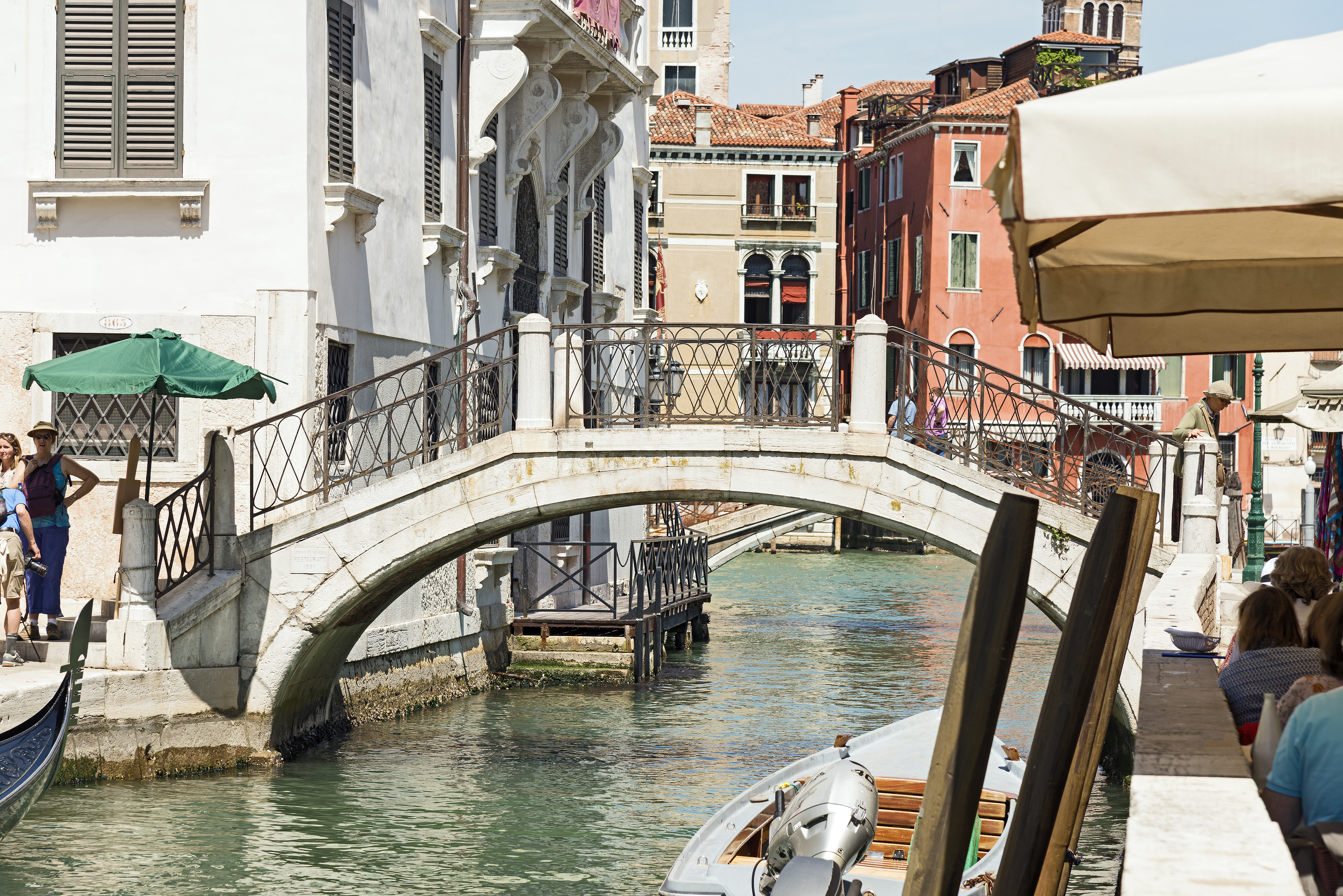
Ponte de San Vio reliant le campo éponyme au Piscina del Forner
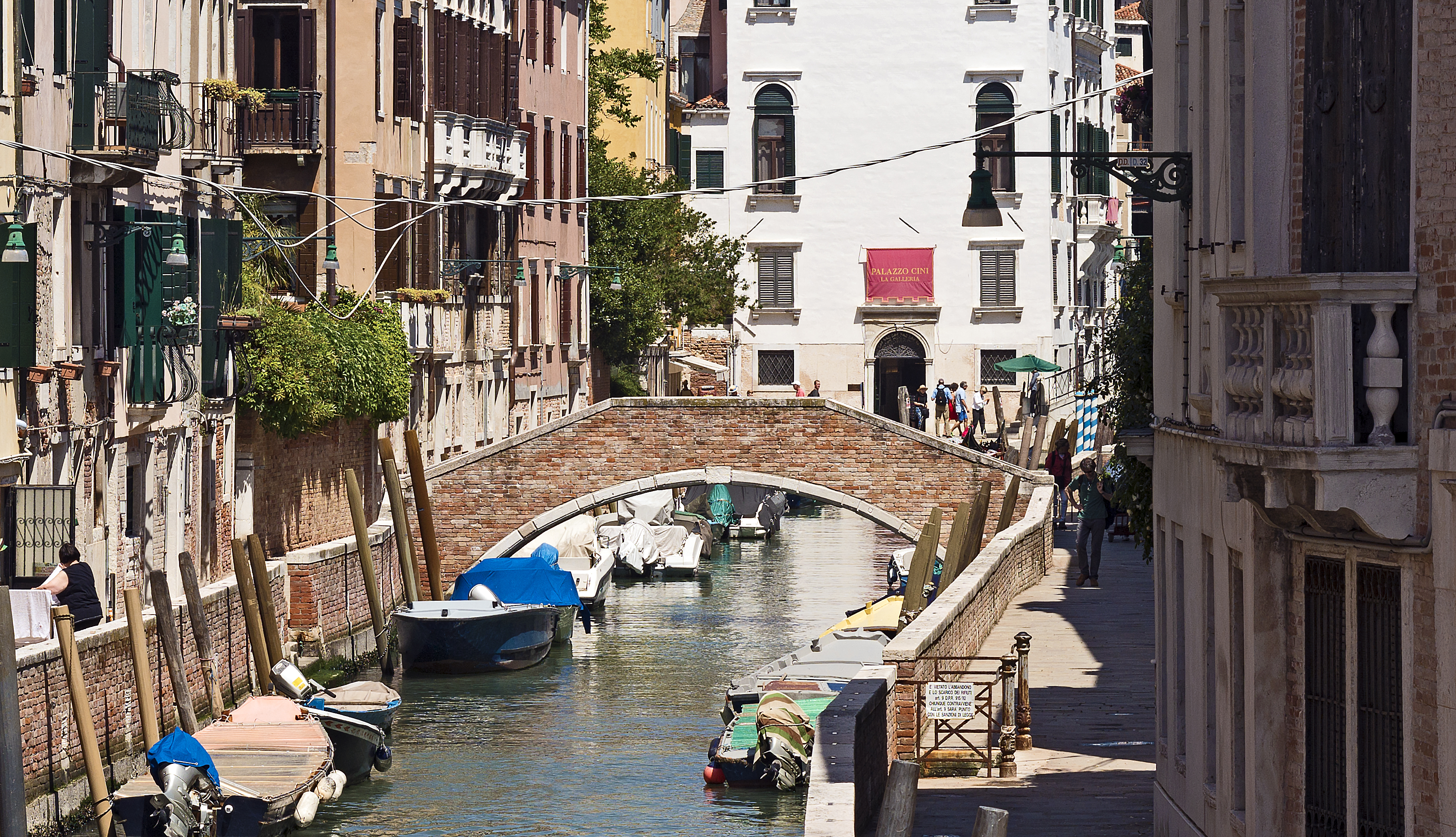
Ponte de Mezo reliant la calle éponyme au Fondamenta Bragadin
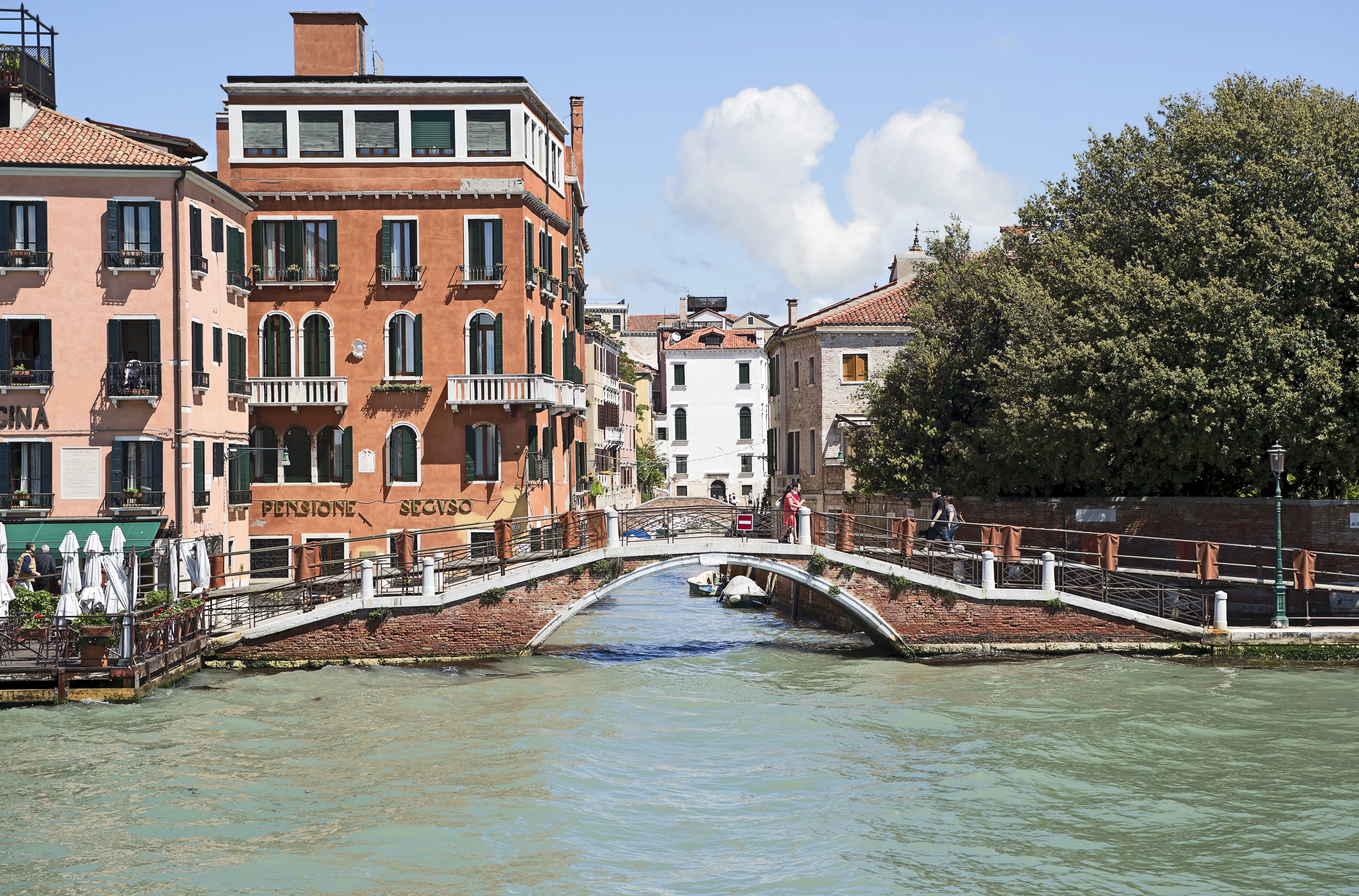
Ponte de la Calcina[1] sur le Zattere ai Gesuiti avec embouchure dans le canal de la Giudecca